# 阿莽古拉特二世
阿莽古拉特二世（英語：Amangkurat II，—1703年）是馬打蘭蘇丹國蘇南王，在位時間為1677年至1703年。在其父親阿莽古拉特一世於權力鬥爭中逝世後，作為儲君的阿莽古拉特二世繼位，且不得不依靠荷蘭東印度公司勢力來掌控國家。1680年，他在卡爾塔蘇拉建立首都。他還是第一位穿著歐洲服裝的爪哇島君主。